# Minamoto no Tametomo
Minamoto no Tametomo (源 為朝), född 1139, död 23 april 1170, var en samuraj i Minamoto-klanen som stred i Hōgen-upproret, i Japan 1156. Han var också känd under namnet Chinzei Hachirō Tametomo (鎮西 八郎 為朝). Han var son till Minamoto no Tameyoshi och bror med Minamoto no Yukiie och Minamoto no Yoshitomo.
I Hōgen-upproret försvarade han tillsammans med sin far Shirakawa-palatset mot styrkor från Taira-klanen som leddes av Taira no Kiyomori och sin egen bror, Minamoto no Yoshitomo.
Palatset stacks i brand och Tametomo tvingades fly. Han förvisades efter slaget till Ōshima i Izu-provinsen. 

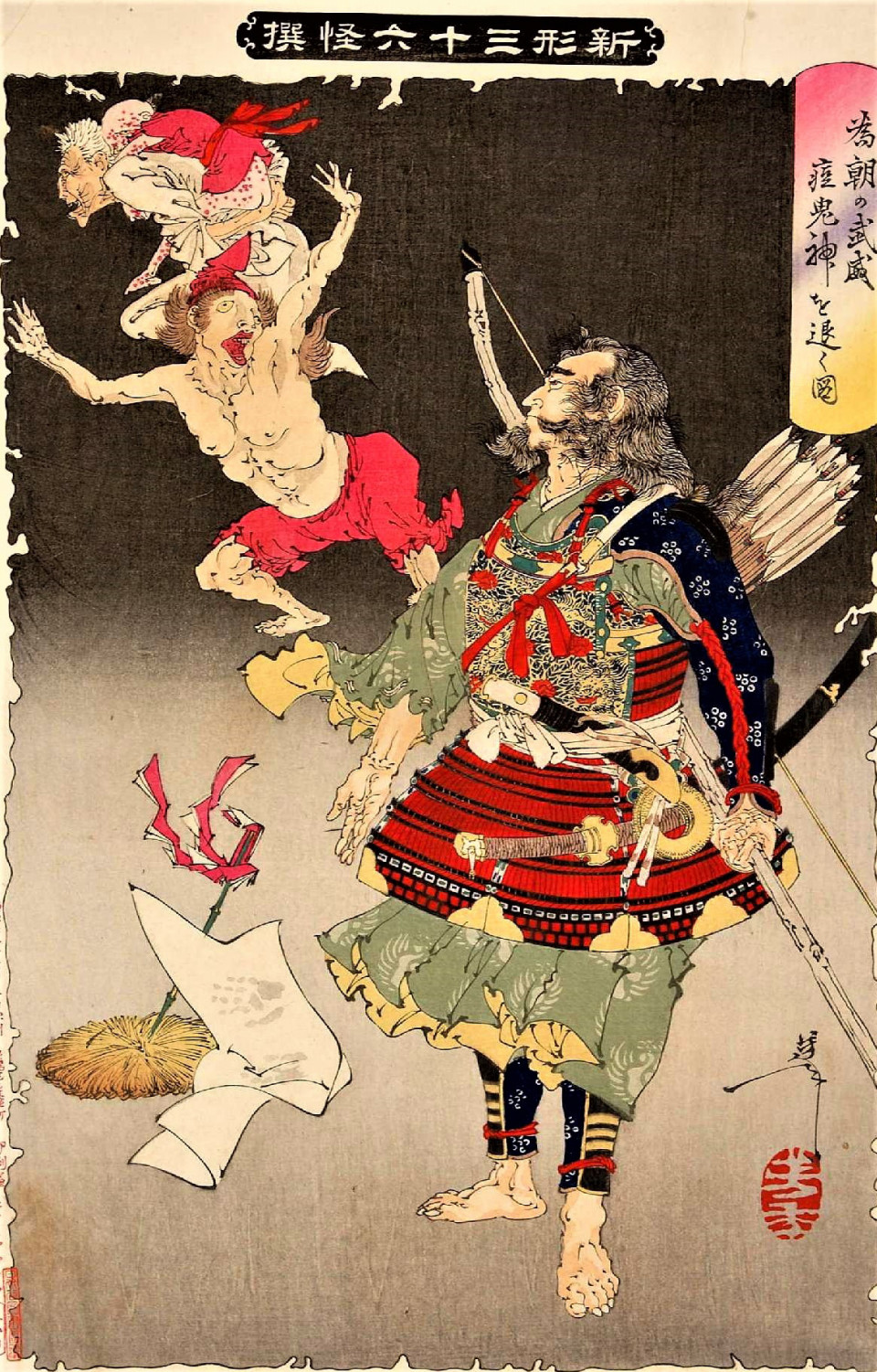
Minamoto no Tametomo jagar iväg demoner, av konstnären Yoshitoshi, 1890.

I Heike Monogatari skildras Tametomo som en skicklig bågskytt. En gång ska han rentav ha sänkt ett Taira-skepp med en enda pil genom att ha skjutit hål på skrovet strax under vattenlinjen. I legender berättas  också att hans vänsterarm var 6 tum längre än hans högra, vilket gjorde att han kunde spänna bågen hårdare och skjuta längre än någon annan.
Under 1170-talet fortsatte konflikten mellan Minamoto och Taira. På en av Izuöarna blev Tametomo omringad av Taira-krigare. Taira skulle ha skurit av senorna i Tametomos vänsterarm. Berövad möjligheterna att strida som samuraj ska Tametomo då ha begått  seppuku. Det här kan ha varit det första rituella självmordet (Se även Minamoto no Yorimasa.).